# Cubillos (udde)
Cubillos är en udde i Antarktis. Den ligger i Västantarktis. Argentina, Chile och Storbritannien gör anspråk på området.
Terrängen inåt land är kuperad österut, men västerut är den platt. Havet är nära Cubillos åt sydväst. Trakten är obefolkad. Det finns inga samhällen i närheten.